# Chiridopsis coorta
Chiridopsis coorta  (лат.) — вид жуков щитоносок (Cassidini) из семейства листоедов.
Юго-Восточная Азия: Вьетнам, Лаос.
Тело овальной формы, уплощённое, песочного цвета. Голова сверху не видна, так как прикрыта переднеспинкой. Растительноядная группа, питаются растениями различных видов, в том числе из семейства Вьюнковые (Convolvulaceae): Ipomoea sp..